# Drax
Drax is een civil parish in het bestuurlijke gebied Selby, in het Engelse graafschap North Yorkshire met 488 inwoners.